# Llei orgànica
|  | Per a altres significats, vegeu «Llei Orgànica (Espanya)». |

Una llei orgànica és aquella norma de rang legal que, generalment, es troba en un nivell jeràrquic superior o que cal constitucionalment per a regular certes matèries. En general, s'oposen o distingeixen de la llei ordinària a nivell competencial. Habitualment per a l'aprovació de lleis orgàniques calen requisits extraordinaris com, per exemple, majoria absoluta o qualificada.
En els països on existeix aquest nivell intermedi entre les lleis ordinàries o comunes i la constitució, és normal que es limiti l'aplicació de les lleis orgàniques a una sèrie de matèries concretes (concepte denominat "reserva de Llei orgànica"). El fonament d'aquesta limitació és doble: 
- Obligar a la regulació amb àmplia majoria parlamentària de certes matèries molt sensibles.
- Evitar aquesta regulació, que és molt més difícil de modificar, en altres tipus de matèries més canviants i que necessiten major flexibilitat en la seva regulació.

En dret comparat, l'antecedent jurídic més immediat de les lleis orgàniques es troba en el dret francès, en particular en la Constitució francesa de 1958, que va establir un graó intermedi entre la norma constitucional i les lleis ordinàries.

## Xile
A Xile, la llei orgànica constitucional és una categoria especial de llei de l'ordenament jurídic xilè, establerta per la Constitució de 1980, que versa sobre matèries expressament previstes en el mateix text constitucional i que requereixen per a ser aprovades, modificades o derogades d'una majoria especial de quatre setens dels diputats i senadors en exercici.

## Espanya
En l'ordenament jurídic espanyol, la relació de les lleis orgàniques amb les lleis ordinàries no és de caràcter jeràrquic, com sí que passa en les relacions entre llei i reglament, sinó que és una relació per raó de la matèria. És a dir, que les matèries reservades a les lleis orgàniques no poden ser regulades mitjançant llei ordinària, establint-se una relació entre ambdues lleis d'índole material, resultant que no poden immiscir-se l'una en els àmbits d'actuació de l'altra.
Aquesta idea serà el punt de partida per a considerar quin tipus de Llei haurà de ser la prevalent per a un cas determinat i no una suposada jerarquia entre ambdós tipus de Llei. En la doctrina espanyola sosté opinió contrària Óscar Alzaga sobre la base de la seva experiència en les Corts constituents. Sobre la seva relació amb l'element democràtic, i com ha assenyalat el Tribunal Constitucional de forma reiterada, l'atribució de rang de llei orgànica a determinats preceptes d'una llei no ha de dur-se més enllà dels casos especialment determinats en l'article 81 de la Constitució espanyola, perquè, segons reiterada doctrina d'aquest Tribunal, constituïx una excepció al règim general de les majories parlamentàries, base del sistema democràtic, que només pot admetre's en els casos expressament prevists pel citat precepte constitucional.